# 大坂山
大坂山（おおさかやま）は福岡県京都郡みやこ町犀川大坂と田川郡香春町鏡山に位置する標高573mの山。飯岳山（いいだけさん）とも呼ばれる。

## 概要
福岡県東部の京都郡みやこ町と田川郡香春町との境界に位置し、障子ヶ岳と並んで筑豊地方と京築地方を分ける山である。周辺の行橋市、みやこ町、豊前市、田川市などからも大坂山を確認でき、山頂からは東に行橋市市街地をはじめ、京都平野や周防灘、北には障子ヶ岳や平尾台、西には田川盆地が一望でき、天気が良い日には英彦山や山口県の沿岸部まで一望することが出来る。山麓の香春町には柿下温泉がある。
国道201号の新仲哀トンネルの香春町側から自動車で山頂に行くための道路が整備されている。福岡県道204号田川犀川線が山の南側を通る山越えルートがあり、この峠は大坂峠と呼ばれる。
山中には福岡県下の放送各局の中継局が存在している。

## 行橋テレビ・FM中継局
- 山頂にはNHK北九州放送局と福岡県をエリアとする民放テレビ・FM局の「行橋中継局」がある。
- 北九州中継局（北九州市八幡東区皿倉山）の電波は京築・筑豊方面へ送信されているが、皿倉山の南〜南東方面には標高700m級のカルスト台地平尾台が存在し、その麓に位置する行橋市などの京築地域と田川地区では平尾台の陰となり、安定した視聴が困難であった。そのため、1965年に行橋中継局が設けられた。この行橋中継局は京築・田川地区の基幹中継局として位置づけられ、行橋・豊前・田川方面に電波を送信している。
- エリア内に山間地域も少なくないことから、垂直偏波で送信されている。
- 山口県周南地域のケーブルテレビ局では、通常利用している北九州局の電波の調子がよくない際に、行橋局に切り替えて放送している。

### 地上デジタルテレビ放送送信設備
| ID | 放送局名         | 物理 ch | 空中線 電力 | 偏波面   | ERP | 放送対象地域 | 放送区域 内世帯数 | 開局日        |
| -- | ---------------- | ------- | ----------- | -------- | --- | ------------ | ----------------- | ------------- |
| 1  | KBC 九州朝日放送 | 31ch    | 10W         | 垂直偏波 | 56W | 福岡県       | 107,000世帯       | 2007年 9月1日 |
| 2  | NHK 北九州教育   | 42ch    | 10W         | 垂直偏波 | 51W | 全国         | 107,000世帯       | 2007年 9月1日 |
| 3  | NHK 北九州総合   | 40ch    | 10W         | 垂直偏波 | 51W | 福岡県東部   | 107,000世帯       | 2007年 9月1日 |
| 4  | RKB RKB毎日放送  | 30ch    | 10W         | 垂直偏波 | 56W | 福岡県       | 107,000世帯       | 2007年 9月1日 |
| 5  | FBS 福岡放送     | 32ch    | 10W         | 垂直偏波 | 56W | 福岡県       | 107,000世帯       | 2007年 9月1日 |
| 7  | TVQ TVQ九州放送  | 27ch    | 10W         | 垂直偏波 | 56W | 福岡県       | 107,000世帯       | 2007年 9月1日 |
| 8  | TNC テレビ西日本 | 29ch    | 10W         | 垂直偏波 | 56W | 福岡県       | 107,000世帯       | 2007年 9月1日 |

### 地上アナログテレビ放送送信設備
全局2011年（平成23年）7月24日運用終了
| チャンネル | 放送局名         | 空中線電力        | ERP                  | 放送対象地域 | 放送区域 内世帯数 | 開局日          |
| ---------- | ---------------- | ----------------- | -------------------- | ------------ | ----------------- | --------------- |
| 19-        | TVQ TVQ九州放送  | 映像100W/ 音声25W | 映像480W/ 音声120W   | 福岡県       | -                 | 1993年 1月14日  |
| 43-        | FBS 福岡放送     | 映像100W/ 音声25W | 映像470W/ 音声117.5W | 福岡県       | -                 | 1969年 9月1日   |
| 46-        | NHK 北九州教育   | 映像100W/ 音声25W | 映像440W/ 音声110W   | 全国         | -                 | 1965年 9月20日  |
| 49-        | NHK 北九州総合   | 映像100W/ 音声25W | 映像440W/ 音声110W   | 福岡県東部   | -                 | 1965年 9月20日  |
| 54-        | TNC テレビ西日本 | 映像100W/ 音声25W | 映像470W/ 音声117.5W | 福岡県       | -                 | 1965年 11月11日 |
| 57-        | KBC 九州朝日放送 | 映像100W/ 音声25W | 映像460W/ 音声115W   | 福岡県       | -                 | 1965年 12月1日  |
| 60-        | RKB RKB毎日放送  | 映像100W/ 音声25W | 映像460W/ 音声115W   | 福岡県       | -                 | 1965年 12月1日  |

### FMラジオ放送送信設備
| 周波数 （MHz） | 放送局名                   | 空中線 電力 | ERP | 放送対象地域 | 放送区域 内世帯数 | 開局日          |
| -------------- | -------------------------- | ----------- | --- | ------------ | ----------------- | --------------- |
| 81.8           | FM FUKUOKA エフエム福岡    | 30W         | 45W | 福岡県       | -                 | 1982年 11月18日 |
| 83.6           | NHK 北九州FM               | 30W         | 42W | 福岡県東部   | -                 | 1970年 1月31日  |
| 87.2           | CROSS FM                   | 30W         | 42W | 福岡県       | -                 | 1993年 9月1日   |
| 92.7           | KBCラジオ （FM補完中継局） | 30W         | 33W | 福岡県       | -                 | 2016年 3月28日  |
| 94.8           | RKBラジオ （FM補完中継局） | 30W         | 33W | 福岡県       | -                 | 2016年 3月28日  |

### マルチメディア放送送信設備
| 周波数 （MHz） | 放送局名     | 空中線電力 | ERP  | 放送区域     | 放送区域内世帯数 | 開局日         | 閉局日        |
| -------------- | ------------ | ---------- | ---- | ------------ | ---------------- | -------------- | ------------- |
| 214.714286     | Jモバ行橋MMH | 7.5kW      | 42kW | 福岡県の一部 | -世帯            | 2013年10月18日 | 2016年6月30日 |
| 214.714286     | Jモバ行橋DTV | 7.5kW      | 42kW | 福岡県の一部 | -世帯            | 2015年4月1日   | 2016年6月30日 |